# 贝尔加莫大学
贝尔加莫大学（義大利語：Università degli Studi di Bergamo）位于意大利北部伦巴第大区的贝尔加莫，成立于1968年12月，是一所公立研究型大学。学校下设7个学院。
- 艺术与哲学学院
- 经济与工商管理学院
- 工程学院
- 外国语言、文学与传媒学院
- 法学院
- 人文和社会科学学院